# فرناندو بلانكو
فرناندو بلانكو (بالإسبانية: Fernando Blanco)‏ (4 يونيو 1951 بالمكسيك - ) هو لاعب كرة قدم مكسيكي في مركز الوسط، شارك في الألعاب الأولمبية الصيفية 1972. ولعب مع تيبورونيس روخوس دي فيراكروز وأتلتيكو بوتوسينو ‏.

## وصلات خارجية
- فرناندو بلانكو على موقع قاعدة بيانات كرة القدم.إي يو (الإنجليزية)
- فرناندو بلانكو على موقع عالم كرة القدم.نت (الإنجليزية)
- فرناندو بلانكو على موقع أوليمبيديا (الإنجليزية)